# Jacou

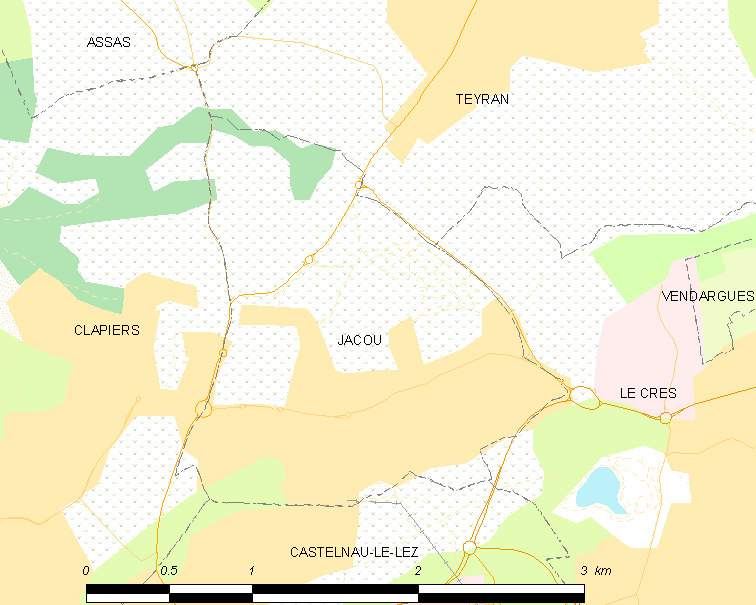
Mapa

 Jacou  es una población y comuna francesa, situada en la región de Languedoc-Rosellón, departamento de Hérault, en el distrito de Montpellier y cantón de Castries.

## Demografía
| 223 | 247 | 1259 | 1774 | 3795 | 4757 | 6584 |
| Para los censos de 1962 a 1999 la población legal corresponde a la población sin duplicidades (Fuente: INSEE [Consultar]) |     |      |      |      |      |      |